# Lednia
Lednia is een geslacht van steenvliegen uit de familie beeksteenvliegen (Nemouridae). De wetenschappelijke naam van het geslacht is voor het eerst geldig gepubliceerd in 1952 door Ricker.

## Soorten
Lednia omvat de volgende soorten:
- Lednia borealis Baumann & Kondratieff, 2010
- Lednia sierra Baumann & Kondratieff, 2010
- Lednia tetonica Baumann & Call, 2012
- Lednia tumana (Ricker, 1952)